# On the Town (comédie musicale)
Pour les articles homonymes, voir On the Town (homonymie).
On the Town est une comédie musicale américaine créée à Broadway en 1944.

## Argument
- Acte I : New York, 1944. Ozzie, Chip et Gabey sont trois marins en permission de 24 heures. Leur journée commence dans le métro, où Gabey tombe amoureux d'une starlette, Ivy Smith, à la vue d'une affiche la présentant comme "Miss Turnstiles". Décidé à la trouver, il persuade ses deux compères de l'aider dans ses recherches (l'affiche donnant des indices). Chip rencontre ainsi une chauffeuse de taxi délicieusement vindicative, 'Hildy' Esterhazy. De son côté, Ozzie fait la connaissance, au Museum d'histoire naturelle où l'un des indices le conduit, d'une séduisante anthropologue, Claire DeLoone. C'est finalement Gabey lui-même qui retrouve Ivy au Carnegie Hall, où elle étudie la danse et le chant avec Madame Dilyovska. Les uns et les autres prennent rendez-vous pour le soir, mais les flirts vont être contrariés...
- Acte II : C'est la tournée des boîtes de nuit, avec le Diamond Eddie's puis le Congacabana et enfin le Slam Band Club, où Gabey croise Madame Dilyovska qui l'envoie rechercher Ivy (laquelle n'a pu venir au rendez-vous du soir) au parc d'attractions de Coney Island, où tous vont converger. On y retrouve notamment des personnages rencontrés plus tôt dans l'action : le juge Pitkin W. Bridgework, "fiancé officiel" de Claire ; Lucy Schmeeler, la colocataire excentrique (et affublée d'un rhume "communicatif") de Hildy. Après une dernier ballet, nos trois marins retournent à leur navire, la permission s'achevant, au moment où celle de trois autres commence...

## Fiche technique
- Titre original : On the Town
- Livret et lyrics : Betty Comden et Adolph Green, sur une idée de Jerome Robbins (pour son ballet Fancy Free, sur une musique de Leonard Bernstein)
- Musique et lyrics additionnels : Leonard Bernstein
- Mise en scène :  George Abbott
- Chorégraphie : Jerome Robbins
- Direction musicale : Max Goberman
- Orchestrations : Leonard Bernstein, Hershy Kay, Don Walker, Elliott Jacoby, Bruce Coughlin et Ted Royal
- Décors : Oliver Smith
- Costumes : Alvin Colt
- Lumières : Sam Amdurs
- Producteurs : Oliver Smith et Paul Feigay
- Nombre de représentations : 462
- Date de la première : 28 décembre 1944
- Date de la dernière : 2 février 1946
- Lieux : Adelphi Theatre (de la première au 2 juin 1945), puis 44th Street Theatre (du 4 juin 1945 au 28 juillet 1945), enfin Martin Beck Theatre (du 30 juillet 1945 à la dernière), Broadway

## Distribution originale
- Adolph Green : Ozzie
- Cris Alexander : Chip
- John Battles : Gabey
- Nancy Walker : Brunhilde 'Hildy' Esterhazy
- Betty Comden : Claire DeLoone
- Sono Osato : Ivy Smith 'Miss Turnstiles'
- Robert Chisholm : Pitkin W. Bridgework
- Susan Steel : Mme Maude P. Dilly
- Maxine Arnold : La petite vieille
- Remo Bufano : Figment
- Richard D'Arcy : Tom
- Robert Lorenz : Rajah Bimmy
- Florence MacMichael : Flossie
- Alice Pearce : Lucy Schmeeler
- Frank Westbrook : Andy

## Numéros musicaux (Songs)
| Acte I - I Feel Like I'm Not Out of Bed Yet (travailleurs) - New York, New York (Ozzie, Chip, Gabey) - Presentation of Miss Turnstiles - Ballet (annonceurs, Ivy, danseurs) - Come Up to My Place (Hildy, Chip) - Carried Away (Claire, Ozzie) - Lonely Town - Ballet (Gabey, danseurs) - Carnegie Hall Pavane (Ivy, Madame Mme Dilly, ensemble féminin) - Lucky to Be Me (Gabey, ensemble) - I Understand (Pitkin) - I Can Cook, Too (Hildy) - Times Square Ballet - Finale (ensemble) | Acte II - So Long, Baby (ensemble féminin) - I Wish I Was Dead (Diana) - I Wish I Was Dead (reprise : Dolores) - Ya Got Me (Hildy, Claire, Ozzie, Chip) - I Understand (reprise : Pitkin, Lucy) - Subway Ride (Gabey, ensemble) - Imaginary Coney Island - Ballet (Gabey, Ivy, danseurs) - Some Other Time (Claire, Hildy, Ozzie, Chip) - The Real Coney Island (Rajah) - I Feel Like I'm Not Out of Bed Yet (reprise) - New York, New York - Finale ultimo (reprise : ensemble) |

## Reprises (sélection)
- 1963 : Londres (Angleterre), Prince of Wales Theatre, 63 représentations ;
- 1971 : Broadway, Imperial Theatre, avec Phyllis Newman (Claire DeLoone), Bernadette Peters (Hildy), 73 représentations ;
- 1992 : Enregistrement public en juin au Barbican Center de Londres. Orchestre dirigé par Michael Tilson Thomas, avec Betty Comden et Adolph Green comme récitants. Ensuite diffusé sur ARTE dans "musica" en 1996.
- 1998 : Broadway, George Gershwin Theatre, avec Lea DeLaria (Hildy), 69 représentations.

## Adaptation au cinéma
- 1949 : Un jour à New York (On the Town) de Stanley Donen et Gene Kelly, avec Jules Munshin (Ozzie), Frank Sinatra (Chip), Gene Kelly (Gabey), Betty Garrett (Hildy), Ann Miller (Claire) et Vera-Ellen (Ivy).

## Récompenses
- 1972 : Theatre World Award (récompensant le "meilleur espoir" du théâtre) pour Jess Richards (Chip - reprise à Broadway de 1971) ;
- 1998 : Theatre World Award pour Lea DeLaria (Hildy - reprise à Broadway de 1998).